# Nordestinho (Açores)
A Freguesia de Nordestinho (diminutivo de Nordeste) foi até 16 de julho de 2002, uma freguesia portuguesa do Município de Nordeste, na Região Autónoma dos Açores, freguesia que tinha uma superfície de 24,73 km² e 960 habitantes (de acordo com o censo de 2001), prefazendo uma densidade populacional de 38,8 hab/km².
Em 16 de Julho de 2002 a Freguesia de Nordestinho deixou de existir, tendo sido dividida em três novas freguesias: Algarvia, Santo António de Nordestinho e São Pedro de Nordestinho. A instalação dos novos órgãos autárquicos nas novas freguesias teve lugar após as eleições autárquicas portuguesas de 2005.
O Nordestinho localizava-se a uma latitude 37.85 (37°51') Norte e a uma longitude 25.2 (25°12') Oeste, estando a uma altitude de 462 metros.
A principal actividade económica da freguesia era a agricultura.

## População
★ Nos censos de 1864 a 1960 aparece designada por Nordestinho (S. Pedro). Em 2002 é extinta, dando origem às freguesias de São Pedro de Nordestinho, Algarvia e Santo António de Nordestinho

| 1864  | 1878  | 1890  | 1900  | 1911  | 1920  | 1930  | 1940  | 1950  | 1960  | 1970  | 1981  | 1991  | 2001 |
| 1 651 | 1 722 | 1 991 | 2 379 | 2 015 | 1 929 | 2 186 | 2 337 | 2 559 | 2 478 | 1 961 | 1 393 | 1 059 | 960  |
|       | +4%   | +16%  | +19%  | -15%  | -4%   | +13%  | +7%   | +9%   | -3%   | -21%  | -29%  | -24%  | -9%  |